# Iglesia de San Vicente de Sarriá
La iglesia de San Vicente de Sarriá (en catalán: església de Sant Vicenç de Sarrià) se encuentra en Barcelona, en el distrito de Sarriá-San Gervasio. Fue construida entre 1781 y 1816 por Josep Mas i Dordal en estilo neoclásico. Pertenece al Arciprestazgo de Sarriá.
Este inmueble está inscrito como Bien Cultural de Interés Local (BCIL) en el Inventario del Patrimonio Cultural catalán con el código 08019/2418.

## Historia y descripción

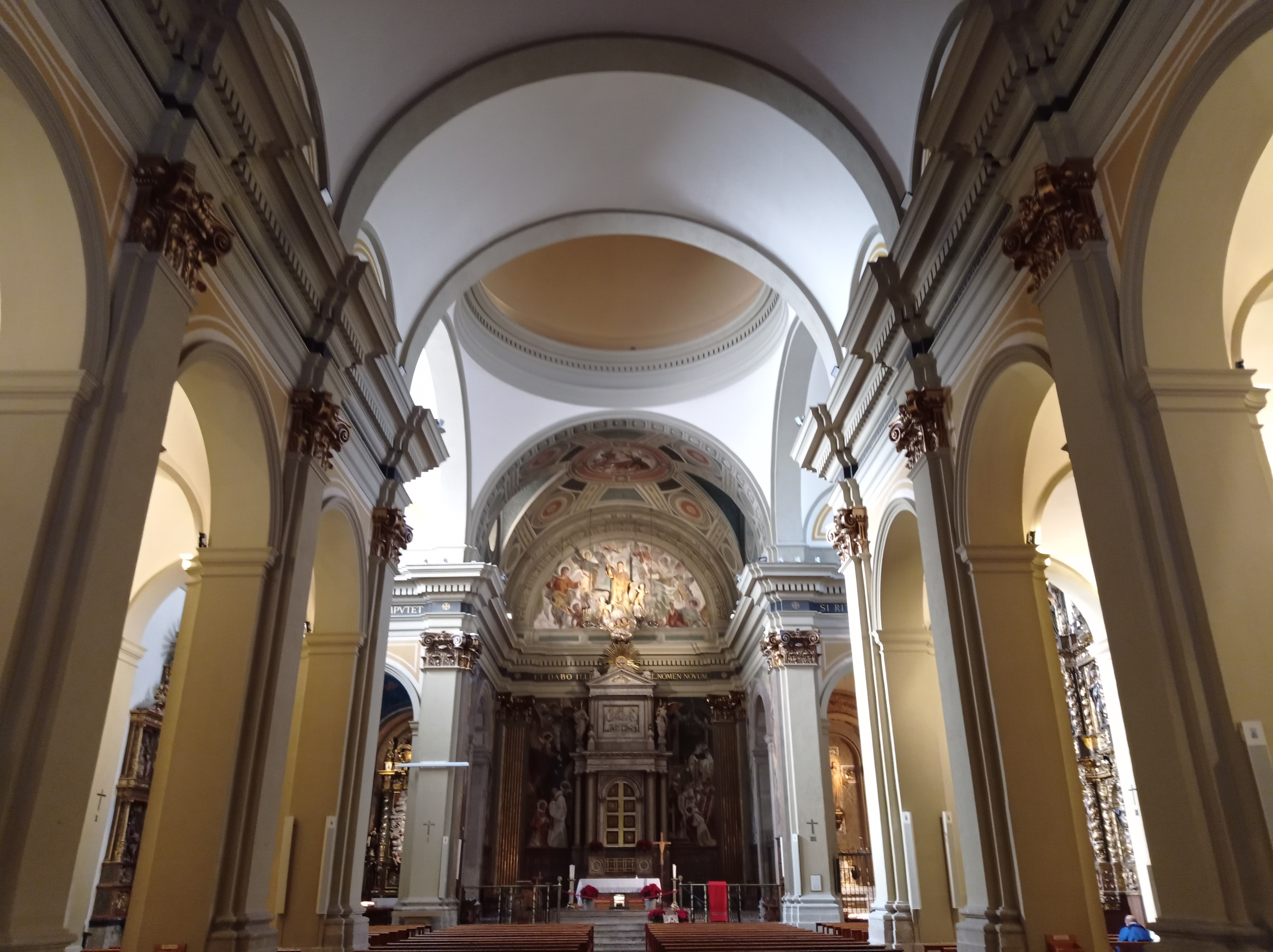
Interior de la iglesia

Sarriá fue un municipio independiente de Barcelona hasta 1921, fecha en que fue agregado a la Ciudad Condal. La iglesia de San Vicente era la iglesia parroquial de la localidad, situada en lo que antaño era su plaza Mayor. Una primitiva capilla está documentada ya en el año 987. Sobre esta se edificó una iglesia de estilo románico, consagrada en 1147 por el obispo de Barcelona, Guillem de Torroja. Posteriormente se erigió otra iglesia en estilo gótico, consagrada en 1379, que albergaba un retablo pintado por Jaume Huguet (actualmente en el Museo Nacional de Arte de Cataluña).
La iglesia actual fue construida entre 1781 y 1816, en estilo neoclásico. Aunque fue consagrada en 1789, las obras se prolongaron varios años más; de hecho, solo se construyó uno de los dos campanarios previstos.
La fachada de la iglesia está dividida en tres cuerpos verticales, uno central más amplio y dos laterales de menor tamaño, el de la izquierda coronado por el campanario, de planta octogonal. El cuerpo central presenta a su vez dos registros: el inferior contiene el portal de acceso, adintelado y flanqueado de dos pilastras corintias, con un entablamento coronado por dos hidras flameantes. En el centro se observa una vieira situada dentro de una corona de laurel, ya que la parroquia se halla en el Camino de Santiago. Sobre el portal se encuentra una hornacina con una imagen de san Vicente, realizada en mármol blanco. El registro superior contiene un rosetón circular, enmarcado por dos parejas de pilastras toscanas que sostienen el frontón superior, de forma triangular, que está coronado por una cruz.
El interior presenta tres naves intercomunicadas por arcos de medio punto, con cabecera plana y transepto con cúpula, así como capillas laterales. La nave central es de mayores dimensiones que las laterales y está cubierta por bóvedas de medio punto, con arcos torales que se sostienen sobre pilares cuadrados de orden corintio. Las naves laterales están cubiertas con bóvedas vaídas. El crucero está coronado por una cúpula sobre conchas sin tambor. El presbiterio es de cabecera plana, a ambos lados del cual hay dos capillas.
La decoración interior presenta una gran variedad de estilos: el presbiterio contiene un tabernáculo esculpido, obra de Lluís Bonet i Garí, con pinturas murales al fresco de Josep Obiols, que representan la vida de san Vicente, así como un bajorrelieve con la escena de los discípulos de Emaús, obra de Rafael Solanic. Lo flanquean las capillas del Santísimo y de la Purísima, esta con unas pinturas murales de Francesc Fornells-Pla y la imagen de la Virgen de Josep Maria Camps i Arnau. En el transepto se encuentra el retablo del Rosario, obra de Agustí Pujol de estilo barroco (1617-1619), así como un retablo del antiguo convento de Santa Clara, obra de Andreu Sala. El baptisterio se encuentra a mano izquierda, decorado con pinturas de Fornells-Pla. Otras capillas están dedicadas a santa Eulalia (con una imagen de la santa de Josep Maria Camps i Arnau y pinturas de Joan Torras i Viver), a la Virgen de Montserrat (con pinturas de Adrià Gual y Lluís Pallarés), a san José y al beato Pere Tarrés.
La iglesia fue quemada en 1936, al inicio de la Guerra Civil, y sus dos campanas fueron fundidas para construir cañones. Tras la contienda, fue restaurada por Lluís Bonet i Garí, aunque se perdió la decoración interior, siendo de lamentar la pérdida del retablo barroco realizado por Nicolau Travé (1788-1793).

## Galería

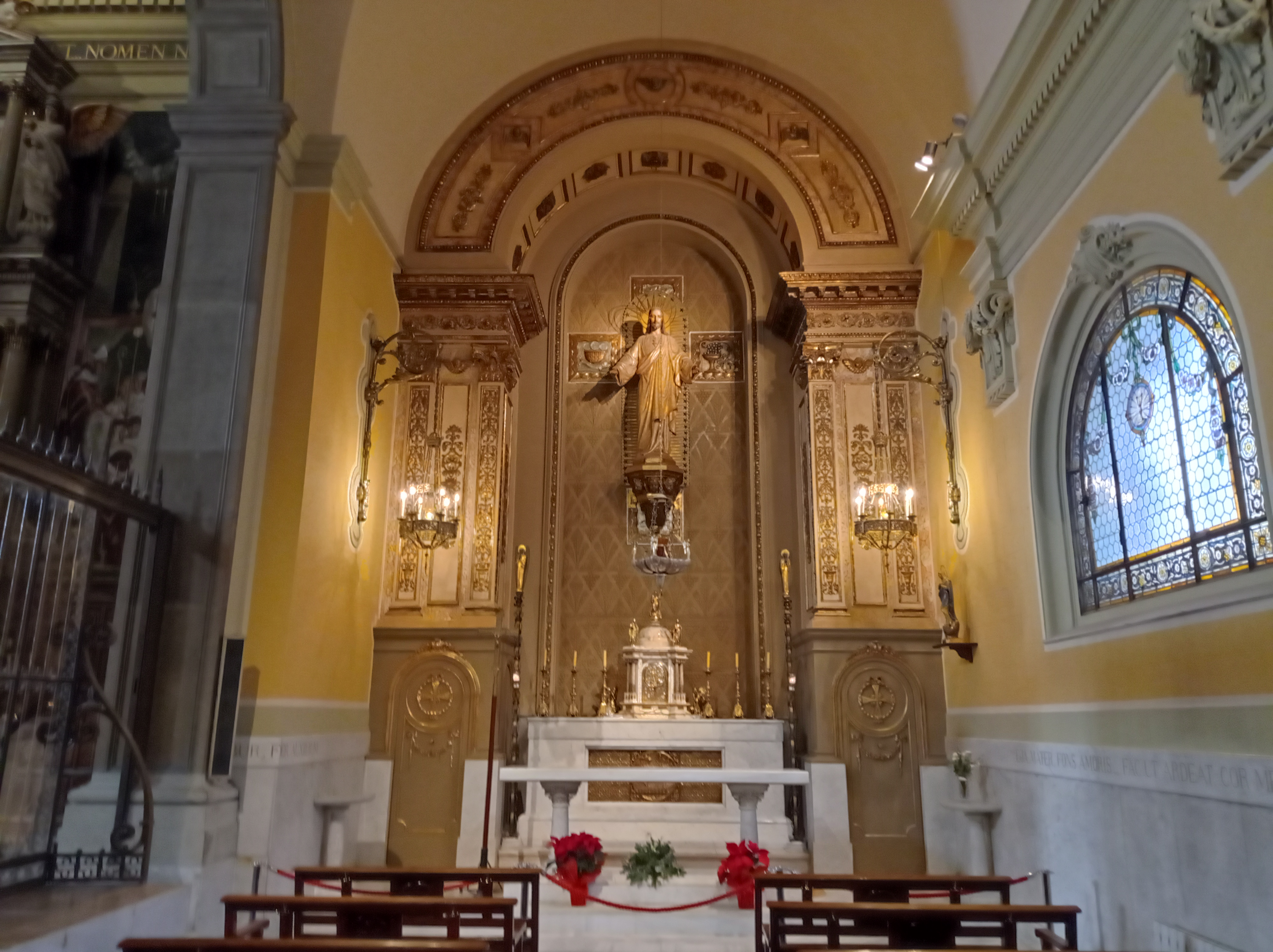
Capilla del Santísimo
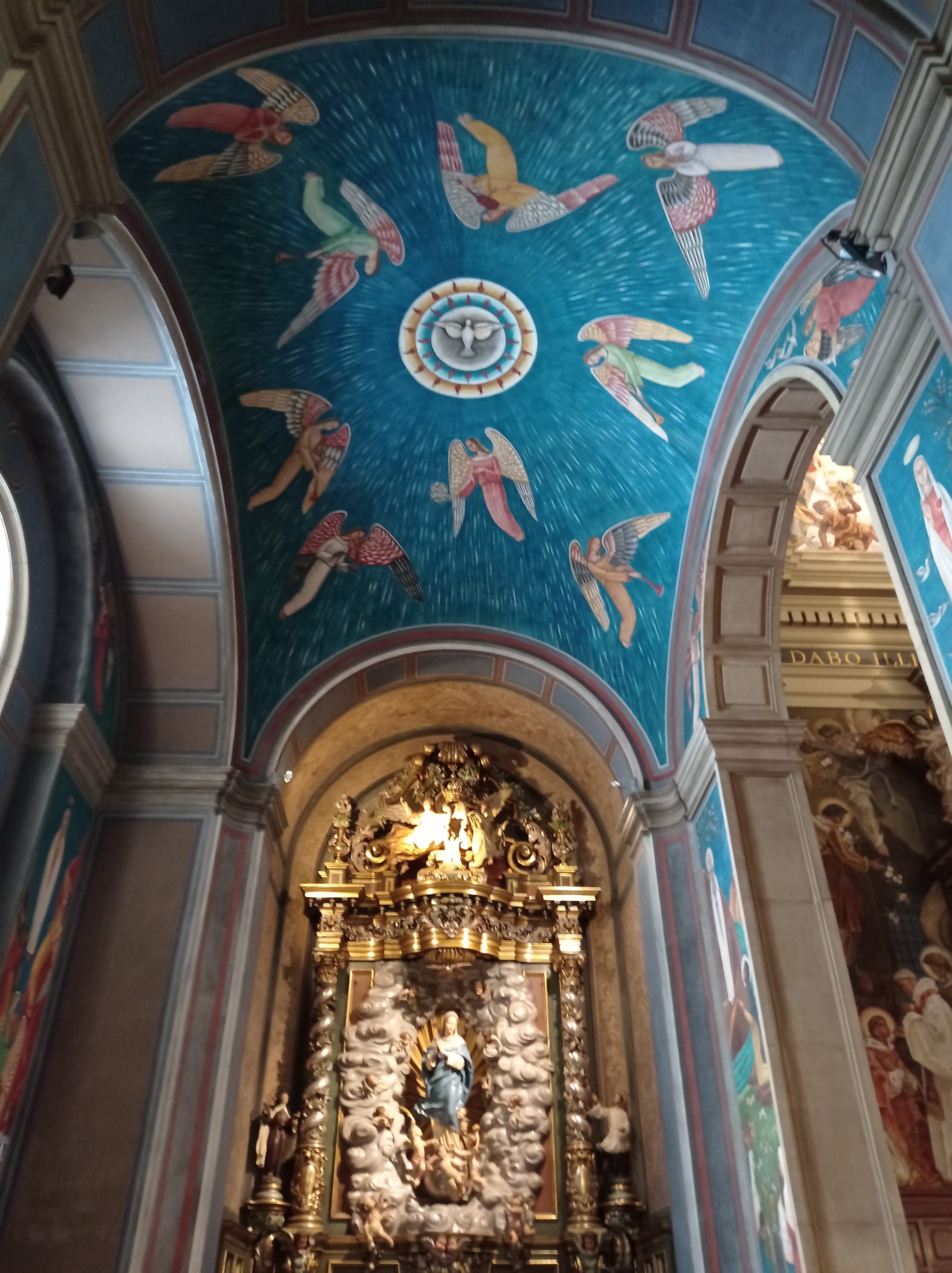
Capilla de la Purísima
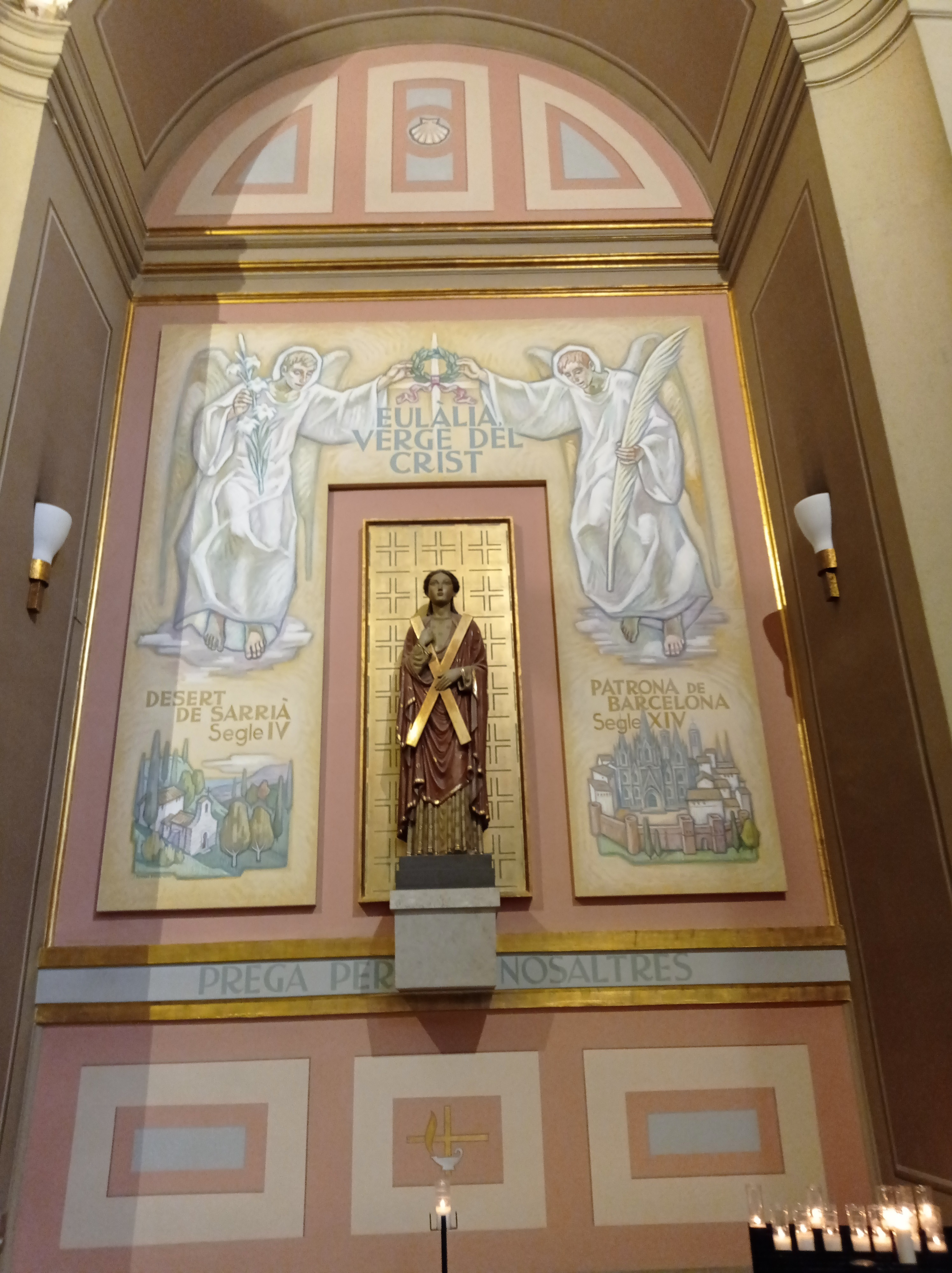
Capilla de santa Eulalia
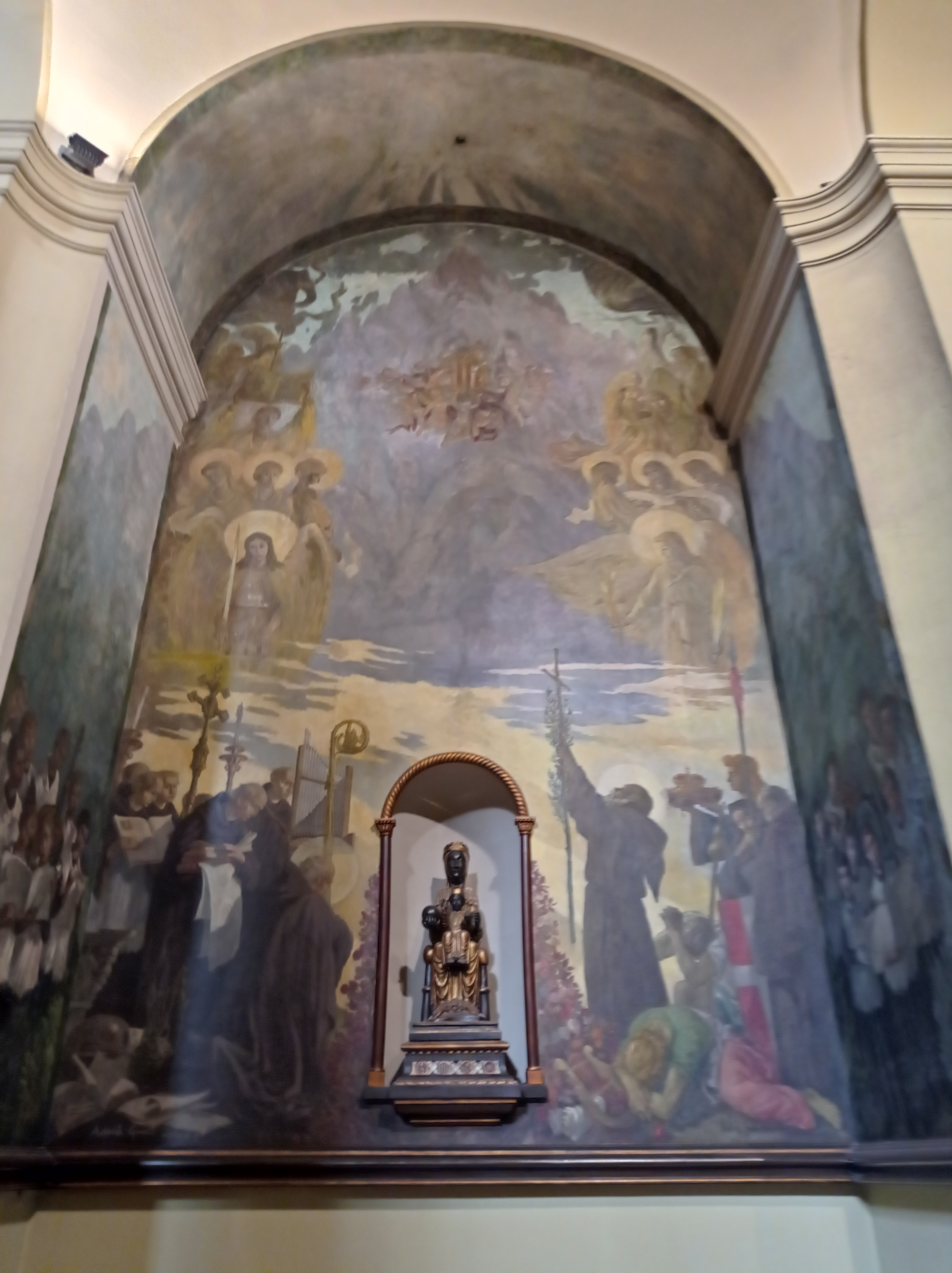
Capilla de la Virgen de Montserrat